# Bour
Bourul  (Bos primigenius) este un mamifer bovin dispărut. Numele științific se traduce prin „bou primordial“. Este considerat a fi strămoșul sălbatic al vitelor domestice moderne. Cu o înălțime a umerilor de până la 180 cm la masculi și 155 cm la femele, a fost una dintre cele mai mari erbivore din Holocen, avea coarne masive alungite și largi, care ajungeau până la 80 cm în lungime.

## Date generale

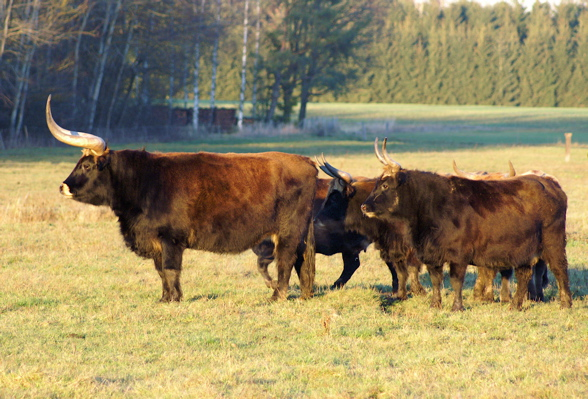
„Bouri recreați“ sau „bouri Heck“.

Conform Muzeului Paleontologic de la Universitatea din Oslo, bourii au evoluat în India, acum două milioane de ani, au migrat spre Orientul Apropiat, ajungând în Europa acum 250.000 de ani. O descendentă directă a speciei este Bos taurus, popular vaca.
Vaca domestică sud-asiatică, zebu, poate fi descendentă a altei specii înrudite, gaurul, deși unii consideră că e doar o specie care a evoluat separat din bouri. Vacile moderne sunt mult mai mici decât strămoșii sălbatici: înălțimea unei vaci domestice este de 1,4 metri, în timp ce bourii atingeau 1,75 metri.
Bourii au fost desenați în multe picturi rupestre, ca cele de la Lascaux și Livernon din Franța, indicând răspândirea acestui animal, a cărui forță vitală îi era atribuită calități magice. Bourul a supraviețuit Epocii Fierului în Anatolia și Orientul Apropiat, fiind considerat animal sacru, Taurul Lunar fiind asociat cu Marea Zeiță și apoi cu Mithra.
Era simbolul Principatului Moldovei, acum făcând parte din stema națională a României și din stema de stat a Republicii Moldova.
În Caucazul de sud și Mesopotamia de nord, domesticirea bourilor a început în jurul anului 5000 Î.Ch.
Într-o săpătură arheologică din Peterborough, Anglia a fost descoperit un craniu de bour în care partea din față a fost scoasă, dar coarnele au rămas atașate. Se presupune că uciderea bourului a fost un act de sacrificiu cu semnificație religioasă.
Ultimul bour sălbatic în viață înregistrat a fost vânat de braconieri în 1627 în pădurea Jaktorów, Polonia.

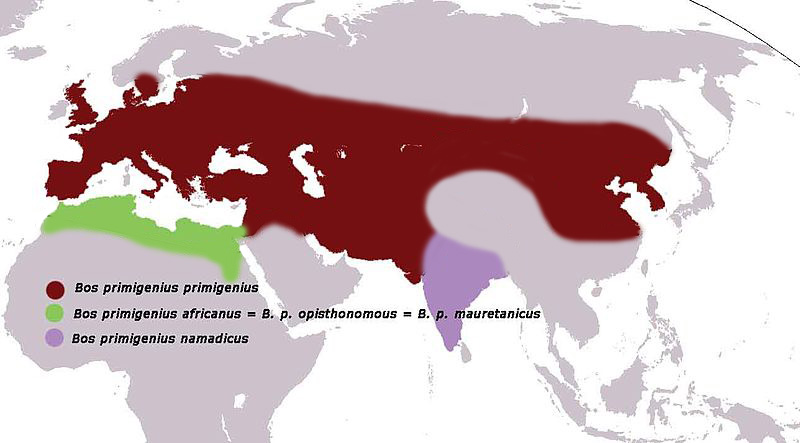
Harta lui Cis Van Vuure: Istoria, Morfologia și Ecologia bourului

În anii 1920, doi îngrijitori germani de grădină zoologică — frații Heinz și Lutz Heck — au creat Vaca Heck sau „bourul recreat“ prin selectarea raselor domestice cele mai apropiate morfologic de bourul sălbatic, conform conceptului pre-Darwinian de atavism, în care trăsături primitive pot reapărea. Rezultatul poartă o asemănare fizică incompletă cu ceea ce se știe despre bourii sălbatici.